# Лъчезар Танев
Лъчезар Георгиев Танев е бивш български футболист, национален състезател, офанзивен полузащитник, спортен мениджър, собственик на „Мениджърска агенция Танев“.

## Спортна биография
Роден е на 1 октомври 1963 в Плевен. Играл е за отборите на Спартак (Плевен) (1979 – 1983), ПФК ЦСКА (София) (1983 – 1989, 1991 – 1992 и 1993/94), ФК Сабадел (Испания), Шавеш (Португалия), Локомотив (София) (1992 – 1993).
Има 223 мача и 72 гола в А група (166 мача с 63 гола за ЦСКА, 38 мача с 6 гола за Спартак (Пл) и 19 мача с 3 гола за Локомотив). За ЦСКА има 23 мача и 2 гола в евротурнирите (5 мача за КЕШ, 8 мача с 1 гол за КНК и 10 мача с 1 гол за купата на УЕФА). Има 25 мача и 5 гола за националния отбор по футбол.
Шампион на България (1987, 1989, 1992), носител на Купата на Съветската армия (1985, 1986, 1989) и на Купата на България (1985, 1987, 1988, 1989 г.). Полуфиналист за Купа на носителите на купи през 1989 г.

## Постижения
- Шампион на България – 1987, 1989, 1992
- Носител на Купата на България – 1985, 1987, 1988, 1989
- Носител на Купата на Съветската армия – 1985, 1986, 1989
- 25 повиквателни в националния отбор на България
- 5 гола за националния отбор на България
- 223 мача и 72 гола в А група
- 23 мача и 2 гола в европейските клубни турнири
- Полуфиналист в турнура на КНК – 1989

## Личен живот
Лъчезар Танев е женен за Петя Танева, двамата имат две деца – Теодора и Георги.